# Anton Albert Rusch
Anton Albert Rusch (1846 - 22 januari 1893) was een Zwitsers politicus.
Anton Albert Rusch was lid van de katholieke Conservatieve Partij (voorloper van de huidige Christendemocratische Volkspartij) en zat in de Standeskommission (regering) van het kanton Appenzell Innerrhoden. Van 27 januari 1890 tot 24 april 1892 was hij Pannerherr (plaatsvervangend regeringsleider) en van 24 april 1892 tot zijn vroegtijdig overlijden op 22 januari 1893 was hij Landammann (regeringsleider) van Appenzell Innerrhoden.